# Ait Laziz
Ait Laziz (em árabe: آيت لعزيز) é uma cidade e comuna localizada na província de Bouira, Argélia. Segundo o censo de 2008, a população total da cidade era de 14 430 habitantes.